# 달수, 성매매특별법에 걸리다
《달수, 성매매특별법에 걸리다》는 2005년 3월 11일에 MBC에서 방영한 베스트극장으로, 달수 시리즈의 마지막 편인 여덟 번째 이야기로 이번에는 ‘성매매특별법’을 다뤘다.
한편, 이 드라마는 ‘성매매특별법’이 발효됐는데도 은밀하게 성행되고 있는 현실 속에서 한 직장인을 통해 이 시대가 안고 있는 사회의 문제점과 실상을 풍자하고, 성매매에 대한 경각심을 고취시키는 작품이다.

## 줄거리
달수는 은행에서 방카슈랑스 실적이 꼴찌인 무능력한 사람이 되고, 우연히 룸살롱에 갔다가 ‘성매매특별법’에 걸리고 만다.

## 등장 인물

### 주요 인물
- 강남길 : 강달수 역
- 임예진 : 달수의 아내 역
- 김민우 : 강영민 역 - 달수의 아들
- 조형기 : 형기 역 - 달수의 친구
- 현석 : 은행지점장 역

### 그 외 인물
- 임대호 : 달수의 직장 후배 역
- 이영희
- 김수연
- 이숙
- 김각중
- 강상구
- 권인선
- 조명진
- 안세미
- 장남경
- 박태진
- 고영기
- 우준영
- 한규설

### 우정 출연
- 김윤경